# 22583 Metzler
22583 Metzler è un asteroide della fascia principale. Scoperto nel 1998, presenta un'orbita caratterizzata da un semiasse maggiore pari a 2,4055318 UA e da un'eccentricità di 0,1002636, inclinata di 8,16498° rispetto all'eclittica.